# Bistum Chicoutimi
Das Bistum Chicoutimi (lateinisch Dioecesis Chicoutimiensis, französisch Diocèse de Chicoutimi) ist eine in Kanada gelegene römisch-katholische Diözese mit Sitz in Chicoutimi.

## Geschichte
Das Bistum Chicoutimi wurde am 28. Mai 1878 durch Papst Leo XIII. aus Gebietsabtretungen des Erzbistums Québec errichtet und diesem als Suffraganbistum unterstellt. Am 31. Mai 2007 wurden kleinere Gebietsanteil des Bistums Amos im Bereich des Dorfes Obedjiwan in das Bistum Chicoutimi eingegliedert.

## Bischöfe von Chicoutimi
- Dominique Racine, 1878–1888
- Louis-Nazaire Bégin, 1888–1892, dann Koadjutorerzbischof von Québec
- Michel-Thomas Labrecque, 1892–1927
- Charles-Antonelli Lamarche, 1928–1940
- Georges-Arthur Melançon, 1940–1961
- Marius Paré, 1961–1979
- Jean-Guy Couture, 1979–2004
- André Rivest, 2004–2017
- René Guay, seit 2017